# 223e régiment d'infanterie territoriale
Le 223e régiment d'infanterie territoriale est un régiment d'infanterie de l'armée de terre française qui a participé à la Première Guerre mondiale.

## Historique des garnisons, combats et batailles du223eRIT

### [Première Guerre mondiale

#### Affectations
- 101e division d'infanterie territoriale de mai 1915 à novembre 1916

## Drapeau
Il ne porte aucune inscription.